# بولباريندو
بولباريندو هو الاسم التجاري للحلوى المكسيكية التي تنتجها de la Rosa . تُصنع الحلوى من لب ثمرة التمر الهندي، وتُنكَه بالسكر والملح والفلفل الحار، مما يجعلها في نفس الوقت لاذعة وحلوة ومالحة وحارة. نسخة «الاكسترا بيكانتي» حارة للغاية

## النكهات
النكهات الأصلية (تمر هندي)، مانجو، بطيخ، ومشمش. في يوليو 2007، أعلنت وزارة الصحة العامة في كاليفورنيا أنها أجرت اختبارًا على حلوى بولباريندو اكسترا حار تبين أنها تحتوي على ما بين 0.12 و 0.18 جزء في المليون من الرصاص. وفقًا لإدارة الغذاء والدواء الأمريكية (FDA)، كان هذا المستوى من الرصاص في إصدار «اكسترا هوت» أعلى من الحدود المقبولة للحلوى التي لا يأكلها الأطفال الصغار بشكل متكرر. ومع ذلك، اعتبارًا من 19 ديسمبر 2007، بعد مزيد من الاختبارات التي تؤكد أن مستويات الرصاص أقل من 0.10 جزء في المليون، تم إلغاء هذه النصيحة  مما سمح لـ بولباريندو اكسترا حار ذات أفضل المبيعات ما قبل تاريخ في 09 يونيو أو ما بعده بالبيع مره أخرى في كالفورنيا.